# Parapseudes spongicola
Parapseudes spongicola is een naaldkreeftjessoort uit de familie van de Parapseudidae. De wetenschappelijke naam van de soort is voor het eerst geldig gepubliceerd in 1958 door Brown.